# Lo Vialar de Pasdejòus
Lo Vialar del Pas de Jòus (en francès Viala-du-Pas-de-Jaux) és un municipi francès situat al departament de l'Avairon i a la regió d'Occitània.
Lo Vialar del Pas de Jòus antigament Vialar, ja existia a l'època dels Templers. No obstant això, són els Hospitalaris els que desenvoluparan el poble instal·lant construccions d'explotació agrícola dirigides per un germà de l'Ordre i creant una església el 1315. Totes les masies que es trobaven en aquest territori desapareixeran a poc a poc, a excepció de la Masia Baldit i la de La Vialettes, en benefici de Viala, anomenat Lo Vialar del Pas de Jòus a partir de llavors, probablement per diferenciar-la de l'altre Viala situat damunt de Cornus.

És l'arxiver de l'Ordre de Malta a Arles, al segle XVIII, que ens dona les raons de la construcció de l'enorme torre que domina el paisatge.

Cap el 1430, a causa de la gran inseguretat regnant a Larzac en aquestes dates, i la distància relativament llarga que hi ha per arribar de Viala a Sainte Eulalie, els habitants van construir, al costat de la casa, una torre imponent en la qual refugiar-se en cas de perill.
Amb una alçada de 27 m. està dividida en 5 nivells sostinguts pels pisos, amb xemeneies, latrines i petites finestres (per raons de seguretat, la planta baixa està voltada i la porta es troba al primer pis).

La volta construïda al segle XVII es va enfonsar fa uns seixanta anys. I es va restaurar a principis d'aquest segle XXI i avui dia es pot accedir a la terrassa panoràmica instal·lada per damunt. Des d'aquí es descobreix, recolzada a la torre, la casa del segle XIV molt arruïnada però que recuperarà la seva esplendor d'abans.

## Demografia
| 1962                                       | 1968 | 1975 | 1982 | 1990 | 1999 | 2006 |
| ------------------------------------------ | ---- | ---- | ---- | ---- | ---- | ---- |
| 97                                         | 100  | 80   | 87   | 85   | 74   | 96   |
| Des de 1962: població sense dobles comptes |      |      |      |      |      |      |

## Administració
| Període   | Identitat            | Partit |
| --------- | -------------------- | ------ |
| 1983-2001 | René Gauffre         |        |
| 2001-     | Nicole Chaudesaygues |        |